# 색역

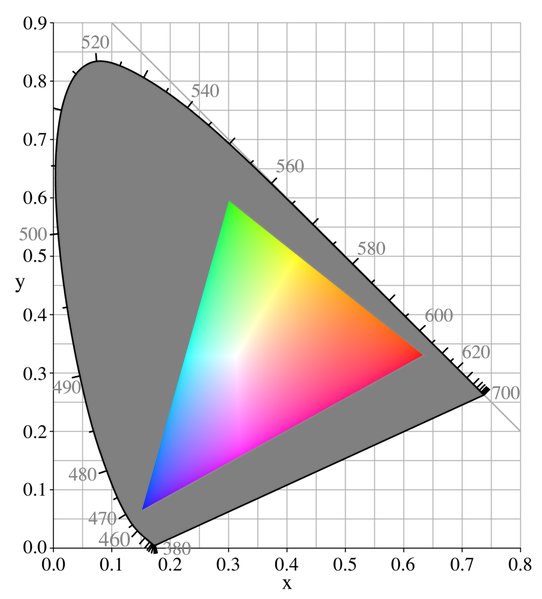
일반적인 CRT 색역.

색역(色域), 곧 색의 영역은 컴퓨터 그래픽스와 사진술을 포함하는 색 재현에서 빛깔의 완전한 부분 집합을 가리킨다. 색을 정확하게 표현하려고 하지만 주어진 색 공간이나 특정한 출력 장치에 제한을 받으면 이것이 색역이 된다.

## 용어
색역의 영어 낱말 개멋(gamut)은 본래 음악 분야로부터 가져온 것으로, 원래 작곡 멜로디 가락을 모아놓은 것을 뜻하였다. 색 이론에서 장치나 과정에서의 색역은 표현 및 생산이 가능한 색 공간의 일부이다.
특정한 빛깔이 특정한 색 모델에서 표시할 수 없을 때 이러한 색은 색역을 벗어났다("out of gamut")라고 말한다. 이를테면 RGB 색 모델 색역에 들어있는 순수 빨강은 CMYK 모델에서는 색역을 벗어난다.

## 색역의 표현

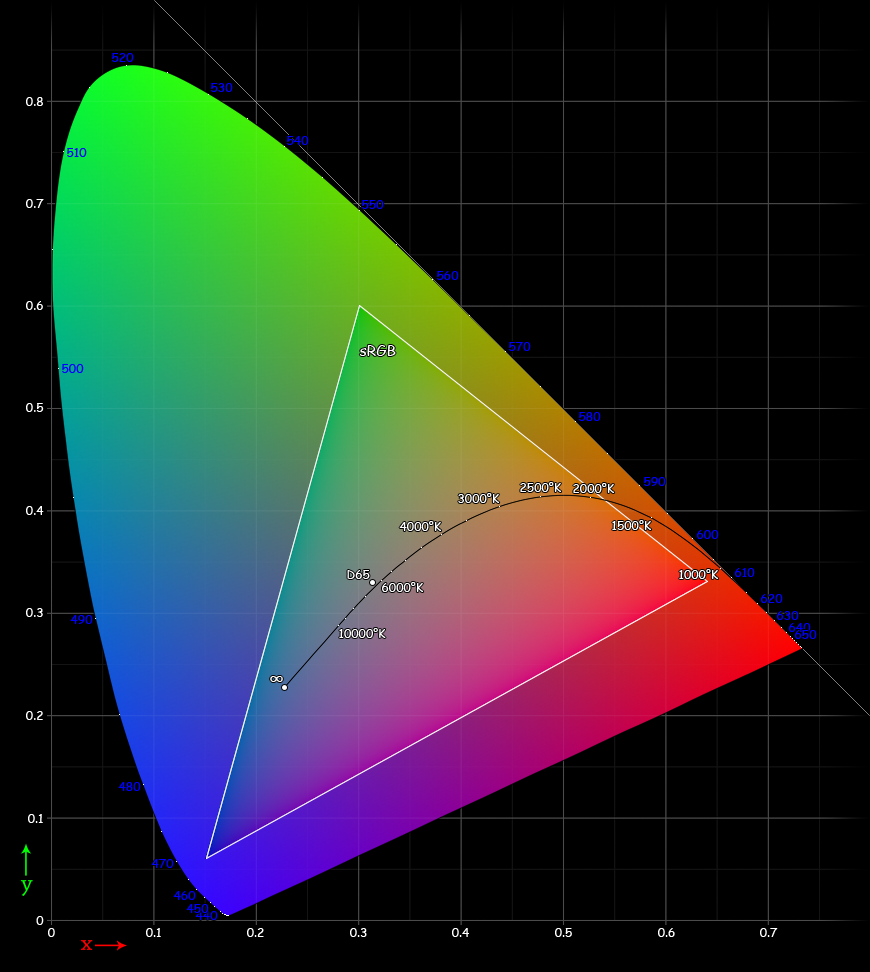
CIE 1931 색 공간 색도 다이어그램

색역은 오른쪽에 보이는 CIE 1931 색 공간으로 일반적으로 표현된다. 여기서 굽은 모서리는 모노크롬(짧은 파장)이나 스펙트럼 색을 표현한다.
디지털 영상을 처리할 때 가장 이용하기 편리한 색 모델이 RGB 모델이다. 그림을 인쇄할 때 원래의 RGB 색 공간을 프린터의 CMYK 색 공간으로 변형하여야 한다. 이 과정을 통하여 색역이 벗어난 RGB로부터의 색을 CMYK 공간의 색역에 있는 적절한 값으로 변환할 수 있다. 이러한 변형에 가까운 방식에 대한 알고리즘이 몇 가지 있지만 어떠한 것도 완전하지는 않다. 왜냐하면 이러한 색들은 대상이 되는 장치의 능력을 벗어나기 때문이다.

## 광색역
울트라 HD 포럼은 광색역(wide color gamut, WCG, 고색 재현)을 Rec. 709보다 더 넓은 색역으로 정의한다. 공통 광색역 표준은 다음을 포함한다:
- DCI-P3
- 어도비 RGB
- Rec. 2020: HDR10 및 돌비 비전 비디오에 사용됨.[1]

## 같이 보기
- 색 공간
- CIE 1931 색 공간
- ICC, ICC 프로파일